# Hingoli (huyện)
Huyện Hingoli là một huyện thuộc bang Maharashtra, Ấn Độ. Thủ phủ huyện Hingoli đóng ở Hingoli. Huyện Hingoli có diện tích 4526 ki lô mét vuông. Đến thời điểm năm 2001, huyện Hingoli có dân số 986717 người.